# Stanisław Rubkiewicz
Stanisław Rubkiewicz (ur. 25 czerwca 1958) – polski kardiolog, współzałożyciel i prezes zarządu Fundacji Pomocy na rzecz Żołnierzy Armii Krajowej im. gen. bryg. Leopolda Okulickiego ps. „Niedżwiadek”.

## Życiorys
Absolwent II Liceum Ogólnokształcącego im. Stefana Batorego w Warszawie (matura 1977). Ukończył studia na Wydziale Lekarskim Akademii Medycznej w Warszawie, następnie rozpoczął pracę w Klinice Szybkiej Diagnostyki w Instytucie Kardiologii w Aninie. W latach 1988–2004 prowadził Poradnię Niedomykalności Zastawki Aortalnej przy Instytucie Kardiologii, na podstawie wyników badań jej pacjentów obronił pracę doktorską w 2002 roku.
W 1989 roku był jednym z założycieli Fundacji Pomocy na rzecz Żołnierzy Armii Krajowej im. gen. bryg. Leopolda Okulickiego ps. „Niedżwiadek”, która została zarejestrowana 18 stycznia 1990 roku jako jedna z pierwszych fundacji w Polsce. Fundacja m.in. prowadzi przychodnię, obejmując opieką medyczną głównie żołnierzy AK i ich rodziny.
W latach 1991–1999 był członkiem komitetu budowy Pomnika Armii Krajowej i Polskiego Państwa Podziemnego w Warszawie.

## Odznaczenia
- Złoty Krzyż Zasługi (2000)[7]
- Krzyż Kawalerski Orderu Odrodzenia Polski (2009)[8]